# يوهان نيغورسفول
يوهان نيغورسفول (بالنرويجية: Johan Nygaardsvold)‏؛ 6 سبتمبر 1879 – 13 مارس 1952) سياسي نرويجي من حزب العمال. شغل منصب رئيس الوزراء من 1935 إلى 1945 (قضى 5 سنوات في المنفى بلندن إبان الاحتلال النازي للنرويج).

## روابط خارجية
- يوهان نيغورسفول على موقع IMDb (الإنجليزية)
- يوهان نيغورسفول على موقع مونزينجر (الألمانية)